# Lesopark Hodkovičky
Lesopark Hodkovičky je název zalesněného území v Praze-Hodkovičkách, které se někdy i s dalšími sousedními či blízkými zalesněnými územími označuje jako lesy v Hodkovičkách (hlavní části se také říká U Cortéze, další části jsou lokality Pod Lysinami, U Lidušky a údolí Zátišského potoka).

## Historie a popis
Jak je patrné i z mapy, celá oblast Hodkoviček je z velké části zalesněná. Od 13. století patřily zdejší pozemky se statkem a tvrzí Vyšehradské kapitule a v 15. století pak přešly Hodkovičky i s lesy do majetku Nového Města pražského. V roce 1844 patřily zdejší lesy, porostlé hlavně borovicí, ke statku v Horní Krči. Na konci 19. století se stal statek v Hodkovičkách i s lesy soukromým majetkem. Staré stromy, které jsou pozůstatky tehdejšího lesa, jsou ještě patrné v zahradách některých vilek nad Zátišským potokem. Tuto dobu připomíná i stromořadí památných dubů letních podél ulice V Lučinách.
Nejvíce zastoupenými dřevinami v Lesoparku Hodkovičky a v sousedních lesích jsou dub zimní a borovice lesní, stromy pocházejí převážně z výsadby v letech 1900 až 1920. Současná obnova lesa je zaměřená na návrat k původnímu přirozenému složení dřevin (dub, habr a buk) a vzhledem k rekreační funkci lesa jsou v menší míře vysazovány i jehličnany (douglaska, modřín a borovice).
Lesy v Hodkovičkách přestavují jakousi enklávu zeleně mezi okolními sídlišti Novodvorská, Lhotka a Modřany. Za malebné je označováno především údolí Zátišského potoka, který pramení v sídlišti Novodvorská. Na jeho 3 km dlouhém toku jsou tři vodní plochy: rybník U Vodotoku, Zátišský rybník a retenční nádrž Hodkovičky.
Kromě sítě cest vede územím i cyklostezka A211.